# Oberea semimaura
Oberea semimaura är en skalbaggsart som beskrevs av Francis Polkinghorne Pascoe 1867. Oberea semimaura ingår i släktet Oberea och familjen långhorningar. Inga underarter finns listade i Catalogue of Life.